# East Acton (London Underground)

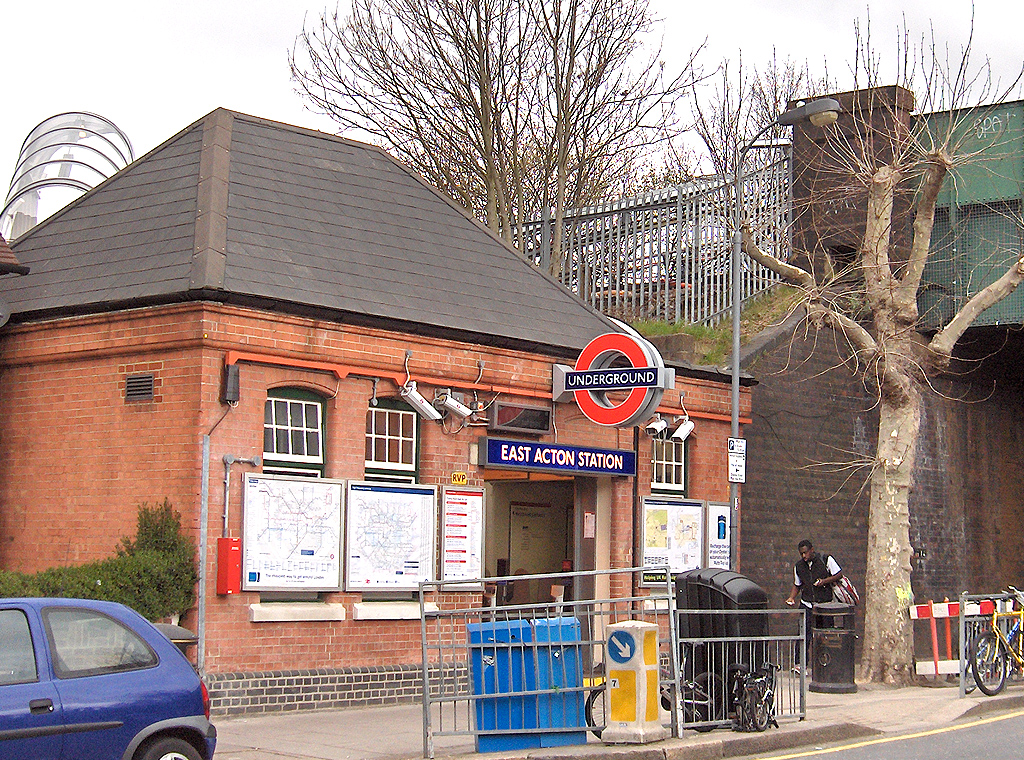
Stationsgebäude

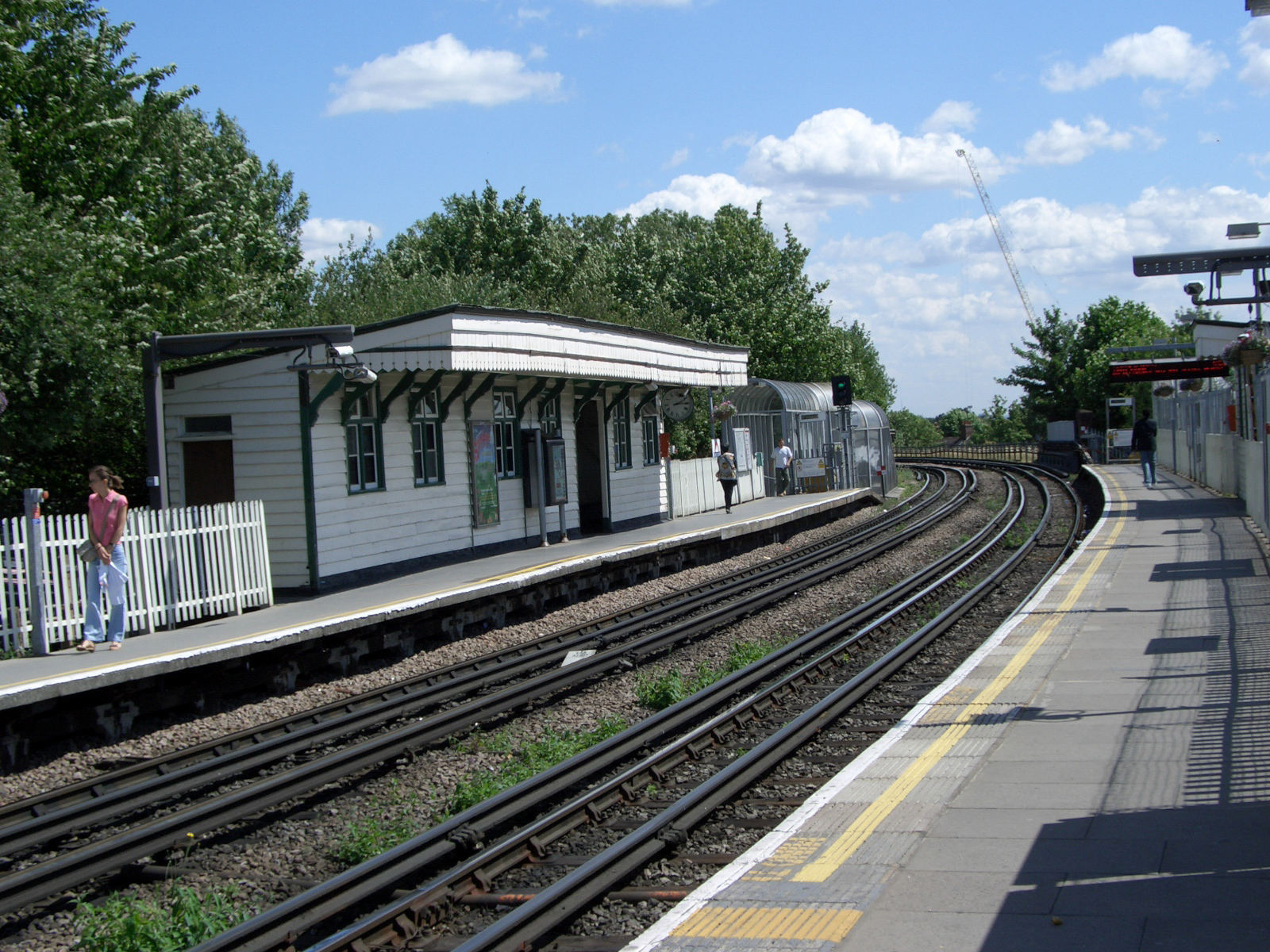
Bahnsteige, Blick Richtung Osten

East Acton ist eine oberirdische Station der London Underground im Stadtbezirk London Borough of Hammersmith and Fulham. Sie liegt in der Travelcard-Tarifzone 2 an der Erconwald Street und wird von Zügen der Central Line bedient. Im Jahr 2013 nutzten 3,88 Millionen Fahrgäste die Station.
Die Eröffnung der Station erfolgte am 3. August 1920, als die Central London Railway (CLR, Vorgängergesellschaft der Central Line) die Strecke von Wood Lane aus in Richtung Westen nach Ealing Broadway verlängerte. Die Strecke war unter Beteiligung der Great Western Railway (GWR) entstanden und auch als Ealing & Shepherd’s Bush Railway bekannt. Es bestanden Verbindungen zur West London Line bei Shepherd’s Bush, zur ehemaligen GWR-Hauptstrecke nach Birmingham bei North Acton und zur Hauptstrecke nach Bristol bei Ealing Broadway. Da die CLR nur Personenverkehr abwickelte, nahm die GWR parallel verlaufende Güterverkehrsgleise in Betrieb, die jedoch bereits 1964 wieder stillgelegt wurden. Die Gleise der Güterbahn sind mittlerweile überwachsen.